# Singapur en los Juegos Olímpicos de Roma 1960
Singapur estuvo representado en los Juegos Olímpicos de Roma 1960 por cinco deportistas masculinos que compitieron en tres deportes.

## Medallistas
El equipo olímpico singapurense obtuvo las siguientes medallas:
| Nombre         | Deporte      | Competición |
| -------------- | ------------ | ----------- |
| Oro            |              |             |
| —              |              |             |
| Plata          |              |             |
| Tan Howe Liang | Halterofilia | 67,5 kg M   |
| Bronce         |              |             |
| —              |              |             |